# بخش میچورینسکی
بخش میچورینسکی (به لاتین: Michurinsky District) یک سکونتگاه مسکونی در روسیه است که در استان تامبوف واقع شده‌است.